# Lilla Agnsjön (Seglora socken, Västergötland)
Lilla Agnsjön är en sjö i Borås kommun i Västergötland och ingår i Viskans huvudavrinningsområde. Sjön är 7 meter djup, har en yta på 0,008 kvadratkilometer och är belägen 187 meter över havet.